# Elecciones generales de Túnez de 2009
Las elecciones generales de Túnez se llevaron a cabo el 25 de octubre de 2009. Fueron las últimas elecciones bajo el régimen autocrático y fraudulento de Zine El Abidine Ben Ali. Ben Ali obtuvo una amplia victoria con el 89.62% de los votos, obteniendo un quinto mandato de cinco años (2009-2014), que no llegaría a completar debido a la revolución tunecina, que lo derrocaría menos de un año más tarde. Su partido, la Agrupación Constitucional Democrática, obtuvo 161 de los 214 escaños de la Cámara de Diputados.

## Observación internacional
La Unión Africana envió un grupo de observadores electorales para cubrir las elecciones. La delegación estuvo encabezada por Benjamin Bounkoulou que describió el proceso electoral como "libre y justo". Sin embargo, un portavoz del Departamento de Estado de los Estados Unidos indicó que el gobierno tunecino no había permitido una observación internacional imparcial, pero que los Estados Unidos seguían dispuestos a colaborar con el régimen de Ben Ali. También hubo informes de malos tratos a un candidato opositor.

## Resultados

### Presidenciales
El Ministerio del Interior dio a conocer los resultados oficiales de la elección el lunes 26 de octubre de 2009. La participación electoral rondó el 89.40% con 4.447.388 de 5.296.008 votantes registrados participando en la elección. En las presidenciales, Ben Ali triunfó con un inverosímil 89.62%. Sus rival más cercano fue Mohamed Bouchiha con el 5.01% de los votos, seguido por Ahmed Inoubli con el 3.80%, y Ahmed Brahim con el 1.57%.
| Candidatos                                | Candidatos               | Partidos                              | Votos     | %         |
| ----------------------------------------- | ------------------------ | ------------------------------------- | --------- | --------- |
|                                           | Zine El Abidine Ben Ali  | Agrupación Constitucional Democrática | 4.238.711 | 89.62     |
|                                           | Mohamed Bouchiha         | Partido de la Unidad Popular          | 236.955   | 5.01      |
|                                           | Ahmed Inoubli            | Unión Democrática Unionista           | 179.726   | 3.80      |
|                                           | Ahmed Brahim             | Movimiento Ettajdid                   | 74,257    | 1.57      |
| Votos válidos                             | Votos válidos            | Votos válidos                         | 4.729.649 | 99.84     |
| Votos blancos o anulados                  | Votos blancos o anulados | Votos blancos o anulados              | 7.718     | 0.16      |
| Total                                     | Total                    | Total                                 | 4.737.367 | 100.00    |
| Participación                             | Participación            | Participación                         | 89.45     | 89.45     |
| Electorado                                | Electorado               | Electorado                            | 5.296.008 | 5.296.008 |
| Fuente: POGAR, (en francés) Business News |                          |                                       |           |           |

### Parlamentarias
En la elección parlamentaria, la Cámara de Diputados nuevamente fue dominada por la Agrupación Constitucional Democrática, que regía el país desde 1956 hasta la revolución tunecina de 2011. El partido obtuvo el 84.59% de los votos y una mayoría absoluta de 161 escaños. El Movimiento de los Demócratas Socialistas ganó 16 escaños con el 4.63% de los votos, el Partido Unidad Popular obtuvo 12 escaños y el 3.39% de los votos, la Unión Democrática Unionista obtuvo 9 escaños con el 2.56%. Los 16 escaños restantes se dividieron entre el Partido Social Liberal, que ganó ocho escaños, el Partido Verde para el Progreso, que ganó seis y el Movimiento Ettajdid que ganó dos asientos.
| Partidos                                  | Partidos                                 | Votos     | %         | Escaños | +/− |
| ----------------------------------------- | ---------------------------------------- | --------- | --------- | ------- | --- |
|                                           | Agrupación Constitucional Democrática    | 3.754.559 | 84.59     | 161     | +9  |
|                                           | Movimiento de los Demócratas Socialistas | 205,374   | 4.63      | 16      | +2  |
|                                           | Partido de la Unidad Popular             | 150,639   | 3.39      | 12      | +1  |
|                                           | Unión Democrática Unionista              | 113,773   | 2.56      | 9       | +2  |
|                                           | Partido Social Liberal                   | 99,468    | 2.24      | 8       | +6  |
|                                           | Partido Verde del Progreso               | 74,185    | 1.67      | 6       | +6  |
|                                           | Movimiento Ettajdid                      | 22,206    | 0.50      | 2       | −1  |
|                                           | Ettakatol                                | 5,329     | 0.12      | 0       | —   |
|                                           | Partido Progresista Democrático          | 1,412     | 0.03      | 0       | —   |
|                                           | Independientes                           | 11,552    | 0.26      | 0       | —   |
| Valid votes                               | Valid votes                              | 4,438,497 | 99.80     | 214     | +25 |
| Blank or invalid votes                    | Blank or invalid votes                   | 8,891     | 0.20      |         |     |
| Total                                     | Total                                    | 4,447,388 | 100.00    |         |     |
| Voter turnout                             | Voter turnout                            | 89.40     | 89.40     |         |     |
| Electorate                                | Electorate                               | 4,974,707 | 4,974,707 |         |     |
| Source: POGAR, (en francés) Business News |                                          |           |           |         |     |